# آگیلار دل آلفامبرا
آگیلار دل آلفامبرا (به اسپانیایی: Aguilar del Alfambra) یک شهرستان در اسپانیا است که در استان تروئل واقع شده‌است.

## خصوصیات
آگیلار دل آلفامبرا ۳۸ کیلومترمربع مساحت و ۷۹ نفر جمعیت دارد.